# Đấu trường âm nhạc 2
Đấu trường âm nhạc 2 (tiếng Anh: Sing 2) là một bộ phim điện ảnh hoạt hình máy tính của Mỹ thuộc thể loại hài – nhạc kịch – chính kịch công chiếu năm 2021 do Garth Jennings viết kịch bản và đạo diễn dưới sự chỉ đạo sản xuất của Illumination. Là phần tiếp nối của Đấu trường âm nhạc (2016), và cũng là phần phim thứ hai của thương hiệu cùng tên, bộ phim có sự tham gia lồng tiếng của các diễn viên gồm Matthew McConaughey, Reese Witherspoon, Scarlett Johansson, Taron Egerton, Tori Kelly, Nick Kroll, Garth Jennings, Bobby Cannavale, Halsey, Nick Offerman, Letitia Wright, Pharrell Williams, Eric André, Chelsea Peretti và Bono.
Lấy bối cảnh sau những sự kiện ở phần phim trước, bộ phim theo chân Buster Moon và cả nhóm đồng nghiệp của cậu hướng tới việc trình diễn buổi hòa nhạc tại thành phố Redshore. Để làm được điều đó, cả nhóm phải tìm mọi cách để mời lại ngôi sao nhạc rock Clay Calloway trình diễn chung với mình, đồng thời còn phải thực hiện những công tác chuẩn bị trước thời hạn nhằm đối phó với những thủ đoạn đầy toan tính của ông trùm truyền thông Jimmy Crystal.
Bộ phim có buổi công chiếu chính thức tại liên hoan phim AFI, và sau đó được Universal Pictures phát hành tại các cụm rạp ở Mỹ vào ngày 22 tháng 12 năm 2021 và ở Việt Nam vào ngày 1 tháng 2 năm 2022. Bộ phim dù nhận về những ý kiến trái chiều từ giới chuyên môn, nhưng lại là một thành công về doanh thu khi thu về 409 triệu USD từ kinh phí sản xuất 85 triệu USD, qua đó trở thành bộ phim hoạt hình có doanh thu cao nhất năm 2021 và là bộ phim có doanh thu cao thứ mười trong năm 2021.